# Bandog
A Bandog egy masztiff típusú hibrid (keverék) kutya, amely az amerikai pitbull terrier, a nápolyi masztiff és hasonló fajták keresztezéséből jött létre. Erős, nagy termetű, bátor, de odaadó és intelligens kutya, hívei szerint a "tökéletes őrzőkutya".

## Története
A bandog valamikor régen a láncon tartott, de éjszakára szabadon engedett, nagy testű, bátor őrzőkutyák gyűjtőneve volt (banda: lánc). A középkori paraszti házak jellegzetes kutyája volt, bár konkrét fajtának nem volt nevezhető. 1960-ban, Pennsylvaniában, John Swinford állatorvos kezdte el újra kitenyészteni, mint a tökéletes őrzőkutyát. Elképzelése egy középnagy méretű, széles fejű, villámgyors mozgású és mindenekelőtt rettenthetetlen eb volt. Ezt egy meghatározott keresztezéssel kívánta elérni: egy nápolyi masztiff szukát párosított egy Amerikai pitbull terrier kannal. Swinford egy évvel a program kezdete után meghalt, ám maradtak hívei, akik folytatták a tenyésztést. 
Ők már használtak egyéb nagy testű szukákat is (angol masztiff, bullmasztiff, Bordeaux-i dog, argentin dog, rhodesian ridgeback és rottweiler) az amerikai pitbull terrier (APBT) kanokkal. A tenyésztés lényege mindig is a nehéz testű szuka volt, hogy testi adottságait hatékonyabban örökítse, míg a jellem inkább pit bull-os marad. Ennek a logikának az alapján ma is minden olyan kutyát, amely az APBT és valamely molosszoid fajta frigyéből származik, az USA-ban Bandog-nak hívnak. Az American Bandog Club igyekszik összefogni a fajta híveit, s népszerűsíteni az általuk tartott kutyákat. Az eredeti (nápolyi és APBT) keresztezés hívei ma az Original Bandogge Club-ban tömörülnek.

## Jellem
A Bandog őseitől csak a legjobb tulajdonságokat örökölte, ennek megfelelően kiegyensúlyozott, nyugodt és rendkívül értelmes kutya. Mint ilyen, tökéletesen alkalmas nem csak az őrző-védő feladatok ellátására, de nagyszerű társ is válik belőle. Következetes, szigorú neveléssel bármelyik - nagy - szolgálati fajtával minden tekintetben egyenértékű, sőt azokat -fizikailag mindenképpen - felülmúló kutya válik belőle.
Jellemében leginkább nagy testű felmenőihez, a rottweilerhez és a molosszerekhez hasonlít. Már-már a makacssággal határos nagyadag önérzet lakozik benne, amelyet a gazda által kiadott parancsok végrehajtására irányuló olthatatlan vágy ellensúlyoz. A gépiességet ugyanakkor oldja a terrieres élénkség és magasfokú intelligencia, mely egyben biztosítja a hatalmas tömeg gyors és koordinált mozgatását.

## Fordítás
- Ez a szócikk részben vagy egészben  a   Bandog című angol Wikipédia-szócikk fordításán alapul.  Az eredeti cikk szerkesztőit annak laptörténete sorolja fel. Ez a jelzés csupán a megfogalmazás eredetét és a szerzői jogokat jelzi, nem szolgál a cikkben szereplő információk forrásmegjelöléseként.